# Механические часы

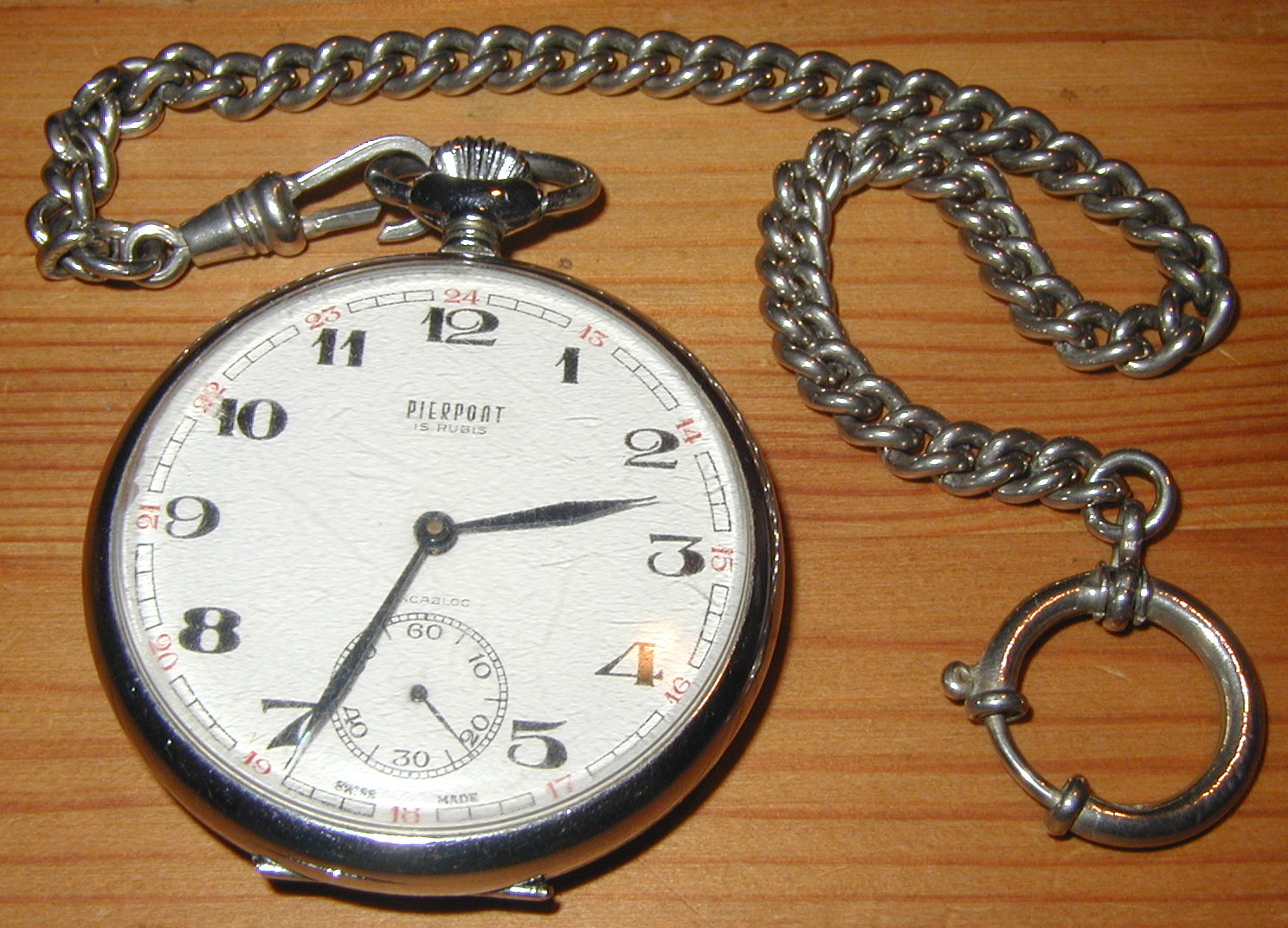
Карманные механические часы

Механи́ческие часы́ — часы, использующие маятник, который периодом колебаний измеряет время в течение суток, месяца, года и который приводится в движение гиревым, пружинным или электрическим источником энергии с электромеханическим преобразователем. В качестве меры времени используются инерционные свойства колебательной системы в виде классического и пружинного маятника при регулировании длинного маятника или спиральной пружины в виде балансового регулятора (+/-).
Появление судовых хронометров с пружинным маятником совершило революцию в судоходстве путем синхронизации хода времени и небесной сферы, что позволило надёжно определять долготу места. Дополнительным прибором установления местоположения в момент замеров стал секстант.
Мастера, изготавливающие и ремонтирующие часы, называются часовщиками.
В искусстве механические часы являются символом времени.
Механические часы по точности хода уступают электронным и кварцевым (1-й класс точности механических часов — от +40 до −20 секунд в сутки; погрешность кварцевых часов находится в пределах от 10 секунд в день до 10 секунд в год). Поэтому в настоящее время из незаменимого инструмента механические часы превращаются в символ традиций и престижа.

## История

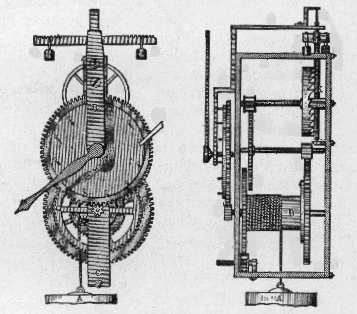
Механизм европейских башенных часов XIV века

Первые механические часы с жидкостным спусковым механизмом были изготовлены в Танском Китае в 725 году нашей эры мастерами Исином и Лян Линцзанем. Из Китая секрет устройства, по-видимому, попал к арабам.
Первые в Западной Европе механические часы, устанавливаемые на башнях для того, чтобы можно было разместить гиревой движитель их механизма, имели всего одну стрелку — часовую. Минуты тогда не измерялись вообще; зато такие часы нередко отмечали церковные праздники. Маятника в таких часах также не было. Наиболее древние упоминания башенных часов появляются в английских хрониках конца XIII века. Так, в 1283 году, согласно местным анналам, астрономические часы устанавливаются в соборе приората августинцев в Данстейбле (Бедфордшир), а 1288 году башенные часы появляются в башне собора Вестминстерского аббатства. В начале XIV века о колёсных часах с боем рассказывает Данте Алигьери в своей «Божественной комедии»

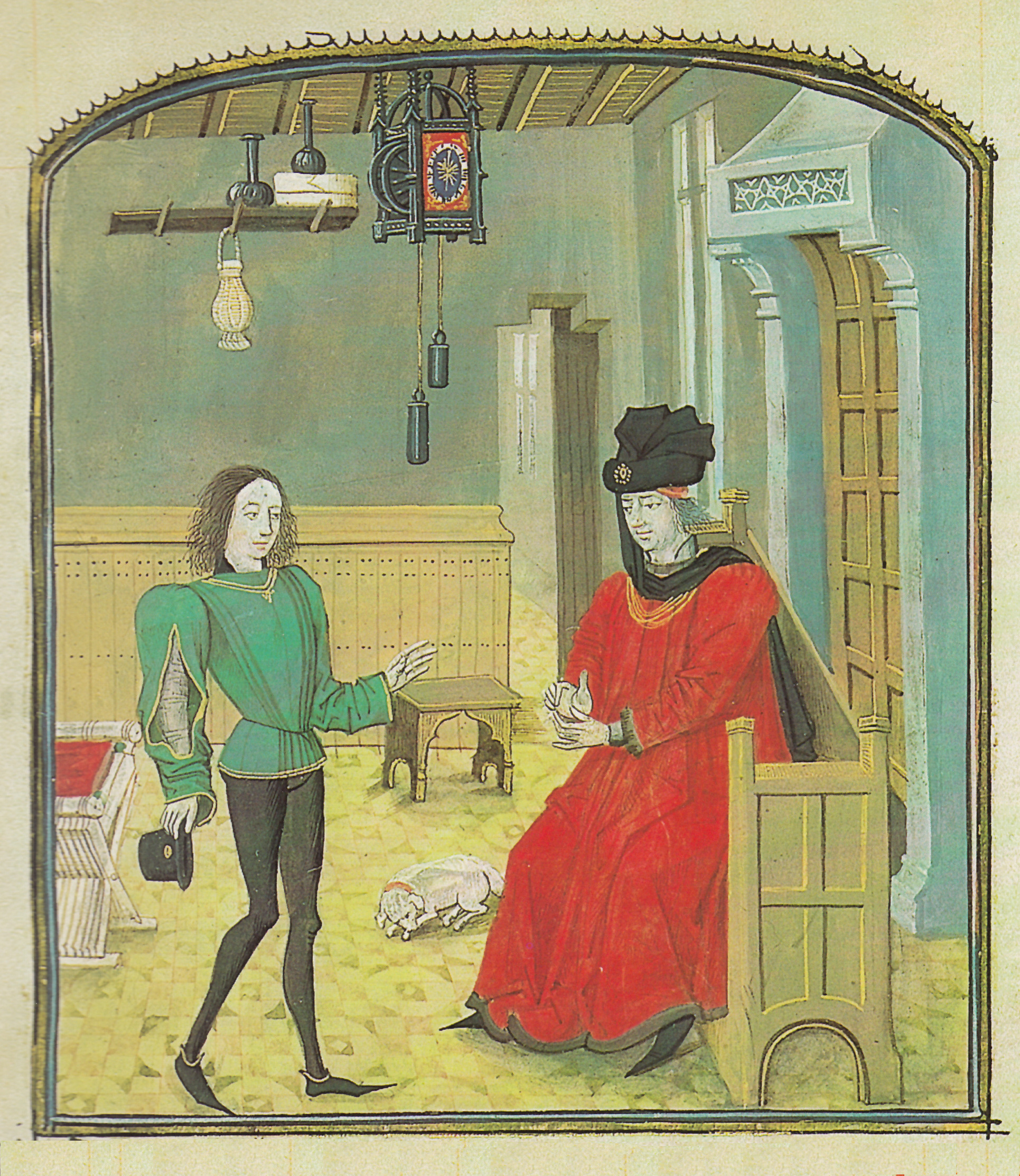
Миниатюра XV века с изображением механических часов

Так, башенные часы, установленные в 1354 году в Страсбурге, не имели маятника, зато отмечали: часы, части суток, праздники церковного календаря, Пасху и зависящие от неё дни. В полдень перед фигуркой Девы Марии склонялись фигурки трех волхвов, а позолоченный петух кукарекал и бил крыльями; специальный механизм приводил в движение маленькие цимбалы, отбивавшие время. К настоящему времени от Страсбургских часов уцелел только петух. Наиболее ранний из сохранившихся до наших дней башенный часовой механизм находится в соборе английского города Солсбери и относится к 1386 году.
Лишь в XVII веке знаменитый Галилео Галилей усовершенствовал маятник, но только спустя много времени его изобретение стали использовать в часах.
В России первые башенные часы, сконструированные сербским мастером Лазарем, появляются на княжеском дворе Московского Кремля в начале XV века.
На данный момент старейшие башенные часы Европы находятся в Гродно, Белоруссия. Они находятся в рабочем состоянии уже на протяжении более 500 лет.
Позже появились карманные часы, запатентованные в 1675 году Х. Гюйгенсом, а затем — много позже — и часы наручные. Вначале наручные часы были только женские, богато украшенные драгоценными камнями ювелирные изделия, отличающиеся низкой точностью хода. Ни один уважающий себя мужчина того времени не надел бы часы себе на руку. Но войны изменили порядок вещей и в 1880 году массовое производство наручных часов для армии начала фирма Girard-Perregaux.

## Конструкция механических часов
Механические часы состоят из нескольких основных частей:
1. Источник энергии (двигатель) — заведённая пружина или поднятая гиря.
2. Спусковой механизм — устройство, которое преобразует непрерывное вращательное движение в колебательное или возвратно-поступательное движение.
3. Регулятор (колебательная система — маятник или баланс (устар. «балансир»)). Регулятор совместно со спусковым механизмом определяет точность хода часов.
4. Механизм подзаводки и перевода стрелок — ремонтуар.
5. Система шестерёнок, соединяющая пружину и спусковой механизм — ангренаж.
6. Циферблат со стрелками.

### Маятник
Исторически первой колебательной системой был маятник. Как известно, при одинаковой амплитуде и постоянном ускорении свободного падения частота колебания маятника неизменна.
В состав маятникового механизма входят:
- Маятник;
- Анкер, соединённый с маятником;
- Анкерная шестерня.

Точность хода настраивается изменением длины маятника или длины пружины.
У классического маятникового механизма есть три недостатка. Во-первых, частота колебаний маятника зависит от амплитуды колебаний (этот недостаток преодолел Гюйгенс, заставив маятник колебаться по циклоиде, а не по дуге окружности. Галилей опубликовал исследование колебаний маятника и заявил, что период колебаний не зависит от их амплитуды, что приблизительно верно для малых амплитуд). Во-вторых, маятниковые часы должны быть установлены неподвижно; на движущемся транспорте их применять нельзя. В-третьих, частота зависит от ускорения свободного падения, поэтому часы, выверенные на одной широте, будут отставать на более низких широтах и уходить вперёд на более высоких.

### Баланс

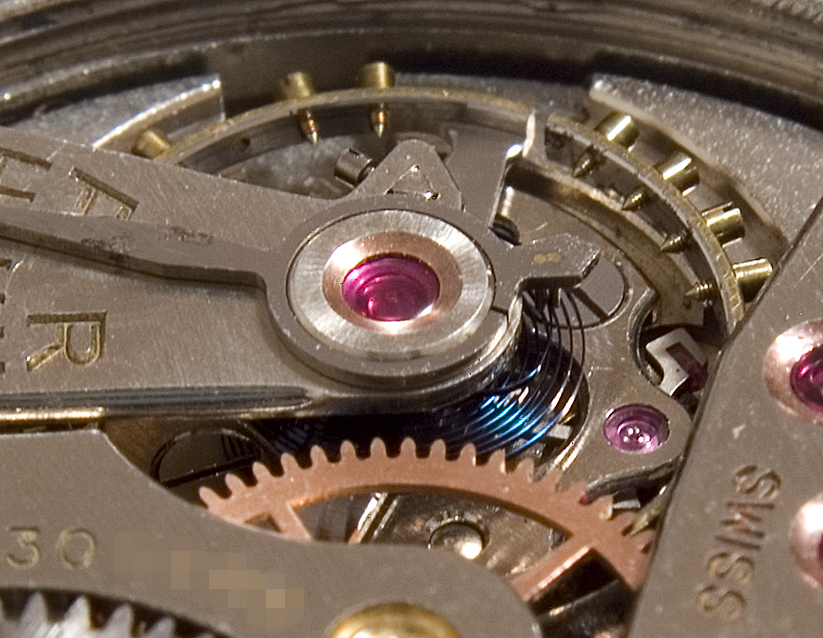
Балансирный механизм наручных часов; виден подшипник на часовом камне — рубине алого цвета.

Голландец Христиан Гюйгенс и англичанин Роберт Гук независимо друг от друга разработали другой колебательный механизм, который основан на колебаниях подпружиненного тела.
В состав балансирного механизма входят:
- Балансирное колесо;
- Спираль;
- Вилка;
- Градусник — рычаг регулировки точности;
- Анкерное колесо.

Точность хода регулируется градусником — рычагом, который выводит из работы некоторую часть спирали. Баланс чувствителен к колебаниям температуры, поэтому колесо и спираль делают из сплавов с небольшим коэффициентом температурного расширения. Второй вариант, более старый — делать колесо из двух разных металлов, чтобы оно изгибалось при нагреве (биметаллический баланс).
Для повышения точности хода баланс снабжался винтами, которые позволяют точно сбалансировать колесо. Появление прецизионных станков-автоматов избавило часовщиков от балансировки, винты на балансе стали чисто декоративным элементом.
Балансирный механизм применяется преимущественно в переносных часах, так как, в отличие от маятниковых, может эксплуатироваться в разных положениях. Однако вследствие нечувствительности к колебаниям температуры, а также благодаря большей долговечности в башенных и некоторых видах напольных и настенных часов всё равно применяется маятник.

### Камни
В конце XVII в. английский математик Фатио де Дюилье открыл метод сверления рубинов с использованием алмазного инструмента. Алмазное сверло позволяло делать в рубине отверстия небольшого диаметра с очень ровными краями; просверленные таким образом рубины могли быть использованы в качестве часовых подшипников, что повышало точность и долговечность механических часов. В марте 1705 году Фатио продемонстрировал часы на камнях в Королевском обществе.
До 1768 года часы на камнях изготавливались исключительно в Англии; на континенте этот метод впервые освоил швейцарский часовщик Фердинанд Берту. С тех пор рубиновые камни повсеместно используются в качественных механических часах.

## Дополнительные механизмы, встраиваемые в часы

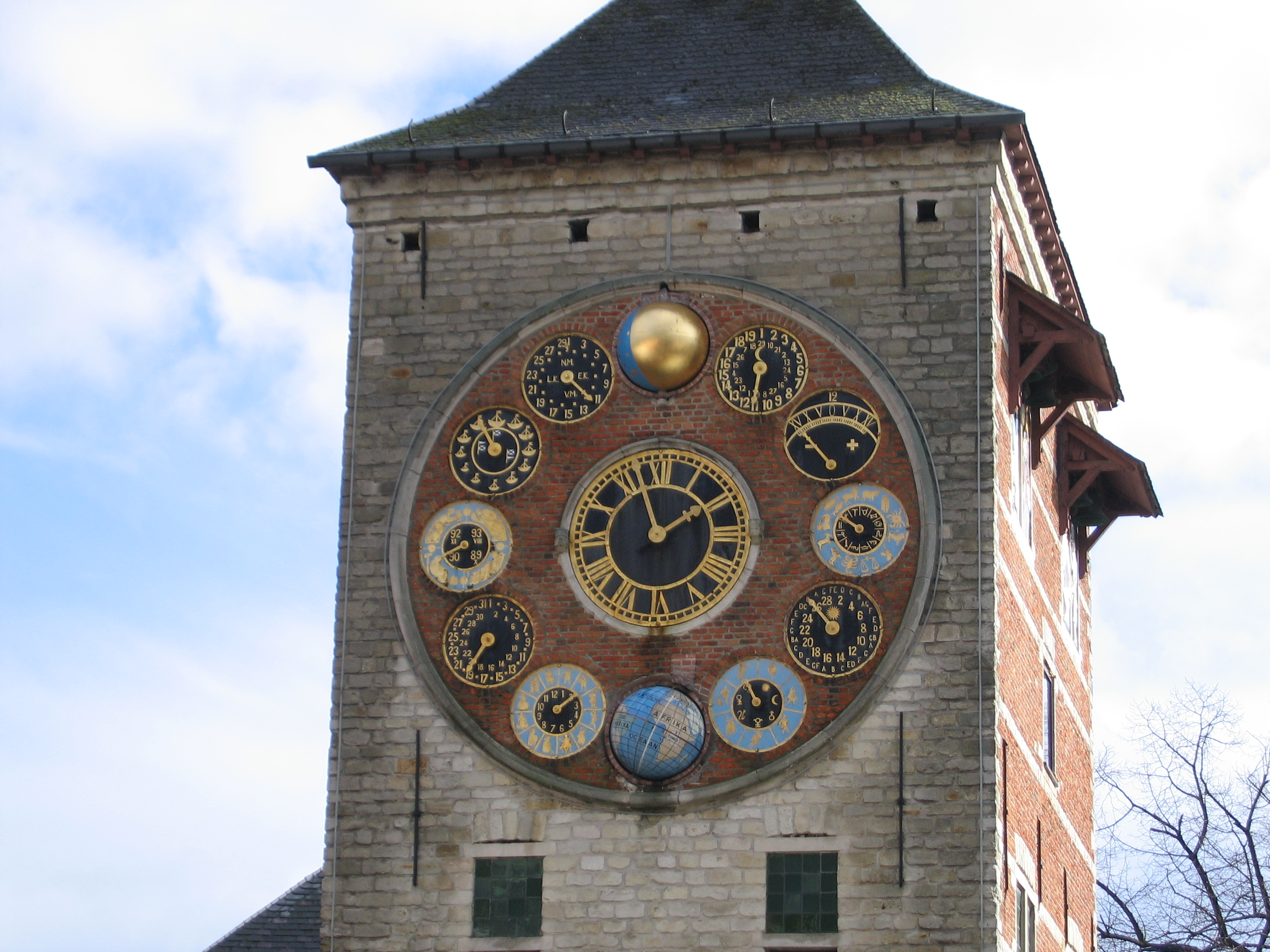
Циферблаты часов на Башне Зиммера

### Кукушка, бой
Через фиксированные промежутки времени (обычно через полчаса или час) часы отбивают колоколами текущее время. Как вариант: играет мелодия или фигурки-жакемары разыгрывают какую-то сценку.
Интересно, что до появления механических часов время узнавали по звуку церковных колоколов. Поэтому в первых механических часах был только бой, без циферблата. В некоторых языках башенные часы и колокол называются одним и тем же словом, например, по-голландски и то и другое будет klok.

### Репетир
От фр. répéter — повторять, воспроизводить. Более сложный механизм, позволяющий при нажатии на кнопку отбить время звуком. Изначально был разработан для моряков, которым надо было в тёмное время суток узнать текущее время, не разжигая огонь.
Существует несколько видов репетиров:
- Минутный — отбивает часы, четверти, минуты.
- Пятиминутный — отбивает часы и количество пятиминут после часов.
- Получетвертной — отбивает часы и количество получетвертей после часов.
- Децимальный — отбивает часы и количество десятиминут после часов.
- Четвертной — отбивает часы и количество четвертей после часов.
- Получасовой — отбивает часы и полчаса после часов.
- Часовой — отбивает только часы.

### Календарь
Календарь бывает разной сложности — от простого указателя числа, который приходится переводить, если в месяце менее 31 суток, до сложного механизма, учитывающего високосные года.

### Фазы Луны
Относится к астрономическим функциям. Дополнительный циферблат или диск, отградуированный на 29,5 дней и изображающий Луну в различных фазах.

### Уравнение времени
Астрономическая функция в часах, учитывающая разницу между средним местным временем, которое показывают обычные часы, и реальным солнечным временем.

### Безель

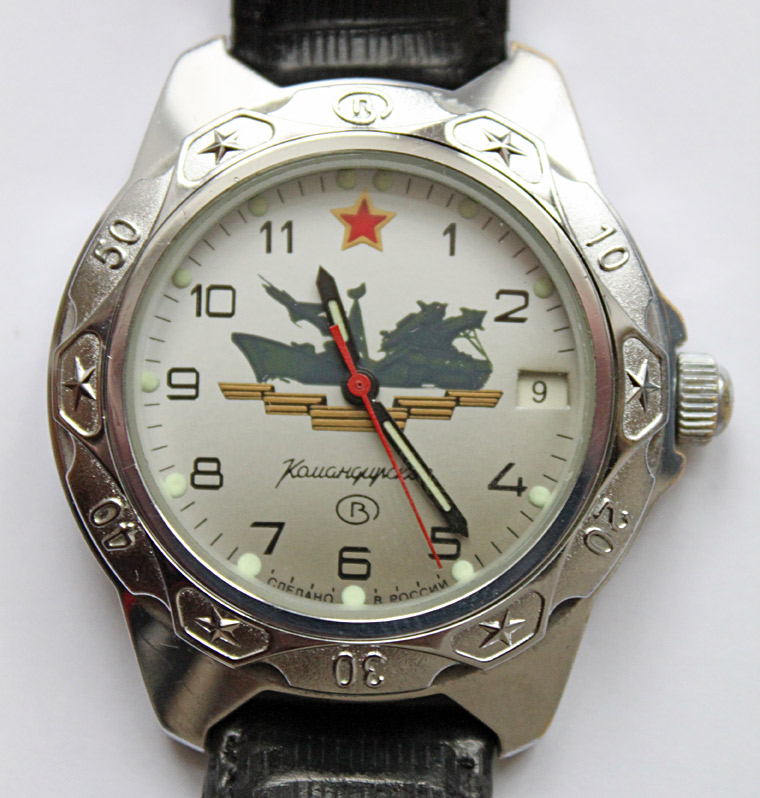
Командирские часы с люнетом

В некоторых наручных часах (например, «Командирских», Россия) вокруг циферблата установлено поворотное кольцо с делениями (люне́т, безель). Предназначен он для того, чтобы засекать время. В водолазных часах люнет крутится только против часовой стрелки, чтобы при случайном повороте нельзя было увеличить оставшееся время (что может привести к нехватке воздуха). По водолазной традиции последние 15 или 20 минут люнета делают красными (сигнал на всплытие).
Также безель используется в «вахтенных» часах с 24-часовым циферблатом. На безеле нанесены три временных отрезка по четыре часа, с четырехчасовыми промежутками между ними.

### Автоподзавод
В 1770 году впервые в швейцарских часах был использован часовой механизм с автоподзаводом, так швейцарский часовщик Абраам-Луи Перреле реализовал свою идею «вечных» часов — часов, которые не нуждались бы в постоянном подзаводе, а заводились бы самостоятельно при ходьбе.
В наручных часах устанавливается эксцентрик (на языке часовщиков ротор или сектор, так как выполнен в виде лёгкой пластины с накладкой в форме сектора дуги из тяжёлого вольфрамового сплава; в дорогих часах применяются сплавы золота), который вращается при движении руки и заводит пружину. Поэтому при постоянном ношении часов их вообще не требуется заводить. Механизм автоподзавода и пружина соединены фрикционом.
Автоподзавод положительно сказывается на точности (пружина постоянно находится в почти заведённом состоянии). В водонепроницаемых часах медленнее изнашивается резьба, которая закручивает заводную головку.
Часы с автоподзаводом толще и тяжелее часов с ручным заводом. Женские калибры с автоподзаводом достаточно капризны в силу миниатюрности их деталей. Автоподзавод бесполезен для малоподвижных людей (к примеру, находящихся в преклонном возрасте или в болезненном состоянии), а также для людей, которые носят часы лишь время от времени. Однако при наличии специального устройства для автоматического завода часов под названием «виндер» часы могут постоянно находиться в заведенном состоянии. Виндеры работают от бытовой электросети (220в или 110в) либо от аккумуляторных батарей.

### Микроротор
Разновидность ротора автоподзавода, применяемая в механических часах с функцией автоматического завода.

### Турбийон

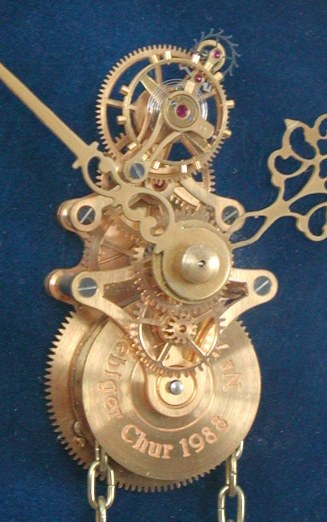
Часы с турбийоном

В первых механических часах точность хода могла зависеть от положения часов в пространстве и температуры окружающей среды. Для уменьшения зависимости от температуры стали применяться специальные сплавы с низкими коэффициентами температурного расширения.
Бреге в 1795 году изобрёл, а в 1801 запатентовал турбийон (фр. tourbillon — вихрь) — устройство для частичной компенсации притяжения Земли. Турбийон состоит из баланса, анкерной вилки и анкерного колеса, расположенных на специальной вращающейся площадке (наиболее часто встречающаяся скорость вращения: 1 оборот в минуту). Это один из самых сложных и дорогих дополнительных механизмов. Максимальная точность хода недорогих механических часов достигает ±5 секунд в сутки; высококачественных: до ±1 с в сутки, недорогих кварцевых часов (это более современный механизм, для сравнения): ±0.5 с в сутки. Точность хода часов с турбийоном составляет: ±1..±2 с в сутки. Часто турбийон делают видимым через окошко в циферблате. Фактически турбийон поворачивает весь часовой механизм вокруг своей оси в течение одной минуты, что в связи с влиянием притяжения Земли заставляет часы полминуты спешить, а следующие полминуты отставать; это нивелирует влияние притяжения Земли на точность хода.
В 2003 году известный часовщик Франк Мюллер изобрёл новую версию маятника Турбийон — это был двухосевой Tourbillon Revolution 2. Он состоит из 2 кареток, которые могут одновременно вращаться по горизонтали и вертикали. Таким образом он устранил проблему неточности хода при долгом нахождении часов в горизонтальном или вертикальном положении, которая была присуща наручным часам с устройством турбийон. Год спустя этот же изобретатель представил часы Tourbillon Revolution 3, которые могли вращаться уже в трёх плоскостях.

### Тахиметр
Шкала, расположенной по ободку многих современных часов (чаще всего встречается на хронографах). Эта шкала не вращается, она неподвижна. Тахиметр предназначен для расчета скорости на основании времени в пути на известном расстоянии (например, 1 км).

### Индикатор запаса хода
Показывает, на сколько ещё часов или дней хватает завода пружины.

## Особые типы часов

### Будильник
В указанный пользователем момент даёт звуковой сигнал. Колоколом может выступать либо сам корпус будильника (например, советский будильник "Витязь"), либо иметь отдельные колокольчики на корпусе с молоточком между ними (традиционная конструкция, является распространённым символом будильника во многих пользовательских интерфейсах прошивок и операционных систем, символ ASCII - ⏰), либо один колокольчик и молоточек. Время сигнала задаётся с помощью дополнительной стрелки. Будильник обычно звонит 2 раза в сутки с традиционным циферблатом, разделённым на 12 часов и 1 раз с циферблатом (не всегда, некоторые механизмы автоматически пропускают второе срабатывание), разделённым на 24 часа. Механизм звона имеет отдельную пружину, эта пружина взводится отдельным ключом или отдельной рукояткой, и требует завода после каждого срабатывания звона.

### Хронометр
Изначально хронометр применялся в море для определения географической долготы. В наши дни так называют особо точные механические часы, соответствующие стандарту ISO 3159. В Швейцарии сертификацию осуществляет Официальный швейцарский контроль хронометров. Часы получают статус при условии, что за сутки уходят не более чем на 10 секунд (15 секунд для хронометров второго класса).

### Секундомер
Часы, которые служат для отсчёта коротких промежутков времени (например, в спорте и при некоторых исследованиях в лабораториях). Секундомер позволяет в любой момент запускать и останавливать отсчёт времени, а также быстро обнулять показания. В отличие от обычных часов секундомеры не предназначены для определения текущего времени, только интервалов, от одного момента до другого. Существуют электромеханические секундомеры, в которых анкерная вилка приводится в действие не от баланса, а от электромагнитной катушки с сердечником, на которую подаётся переменный ток промышленной частоты, конструкция анкерного колеса также изменена, что позволяет обходиться без дополнительного привода механизма, привод осуществляется именно за счёт колебаний анкерной вилки, колеблющейся в переменном магнитном поле. После отключения питания механизм секундомера сразу останавливается. Такие электрические секундомеры используются для определения времени срабатывания релейной автоматики, исполняются как в лабораторном (настольный прибор), так и в щитовом исполнении.

### Хронограф
Хронографом называют механические или кварцевые часы, которые одновременно являются секундомером.

### Военные часы
Часы, изготовляемые для военнослужащих различных государств и удовлетворяющие повышенным техническим и эксплуатационным требованиям.

### Шахматные часы
Часы с двумя механизмами, которые служат для контроля времени в шахматах. Так же, как секундомеры, предназначены для измерения относительного времени.

### Лабораторные часы
Таймер, предназначенный для химиков, фотографов